# Cartago (cráter)
Cartago es el nombre de un cráter de impacto en el planeta Marte situado a -23.5° Norte (hemisferio Sur) y -18° Oeste. El impacto causó un abertura de 37.5 kilómetros de diámetro en la superficie del planeta. El nombre fue aprobado en 1976 por la Unión Astronómica Internacional en honor a la ciudad costarricense de Cartago.